# 施韦克斯
施韦克斯是德国莱茵兰-普法尔茨州的一个市镇。总面积3.73平方公里，总人口344人，其中男性173人，女性171人（2011年12月31日），人口密度92人/平方公里。